# Nigel Balchin
Nigel Balchin (* 3. Dezember 1908 in Potterne, Wiltshire als Nigel Marlin Balchin; † 17. Mai 1970 in London) war ein preisgekrönter britischer Schriftsteller und Drehbuchautor. Bekannt wurde er vor allem durch seine Arbeiten für die Kinofilme der 1950er und 1960er Jahre wie Malta Story, Der Mann, den es nie gab, 23 Schritte zum Abgrund, Barabbas oder Sommer der Verfluchten. Balchin schrieb auch unter dem Pseudonym Mark Spade.

## Leben und Werk
Nigel Marlin Balchin wurde 1908 in Potterne in der englischen Grafschaft Wiltshire als Sohn von William und Ada Balchin geboren. Er besuchte von 1919 bis 1927 die Dauntsey-Schule in West Lavington (Wiltshire). An der Universität Cambridge bekam er ein Stipendium am Peterhouse, dem ältesten der Cambridge Colleges, wo er in den Naturwissenschaften ausgebildet wurde. Seinen Abschluss erhielt er mit Auszeichnung. Anschließend arbeitete Balchin zwischen 1930 und 1935 für das National Institute of Industrial Psychology, wo er als Berater für Design und Marketing für JS Rowntree & Sons tätig war. Im Zweiten Weltkrieg war er Beamter im Ministerium für Ernährung, und danach erfolgreicher wissenschaftlicher Berater im Range eines Brigadiers.
Balchin schrieb seit 1933 als freier Schriftsteller für Satire-Magazine und veröffentlichte Romane unter seinem eigenen Namen. Mehrere davon wurden in den folgenden Jahrzehnten in Großbritannien und den USA sehr erfolgreich verfilmt, darunter in England die Vorlagen für Malta Story, inszeniert von Brian Desmond Hurst, und Der Mann, den es nie gab für Regisseur Ronald Neame. Im Jahr 1956 wechselte Balchin ins Ausland, dort verfasste er Drehbücher unter anderem auch für Hollywood. Für den Psychothriller 23 Schritte zum Abgrund mit Van Johnson in der Hauptrolle arbeitete er 1956 als Drehbuchautor, Regie führte Henry Hathaway. 1961 kehrte Balchin nach England zurück. Dort entstand unter der Regie von Roy Ward Baker das Drehbuch zum Film Sommer der Verfluchten mit Dirk Bogarde, John Mills und Mylène Demongeot.

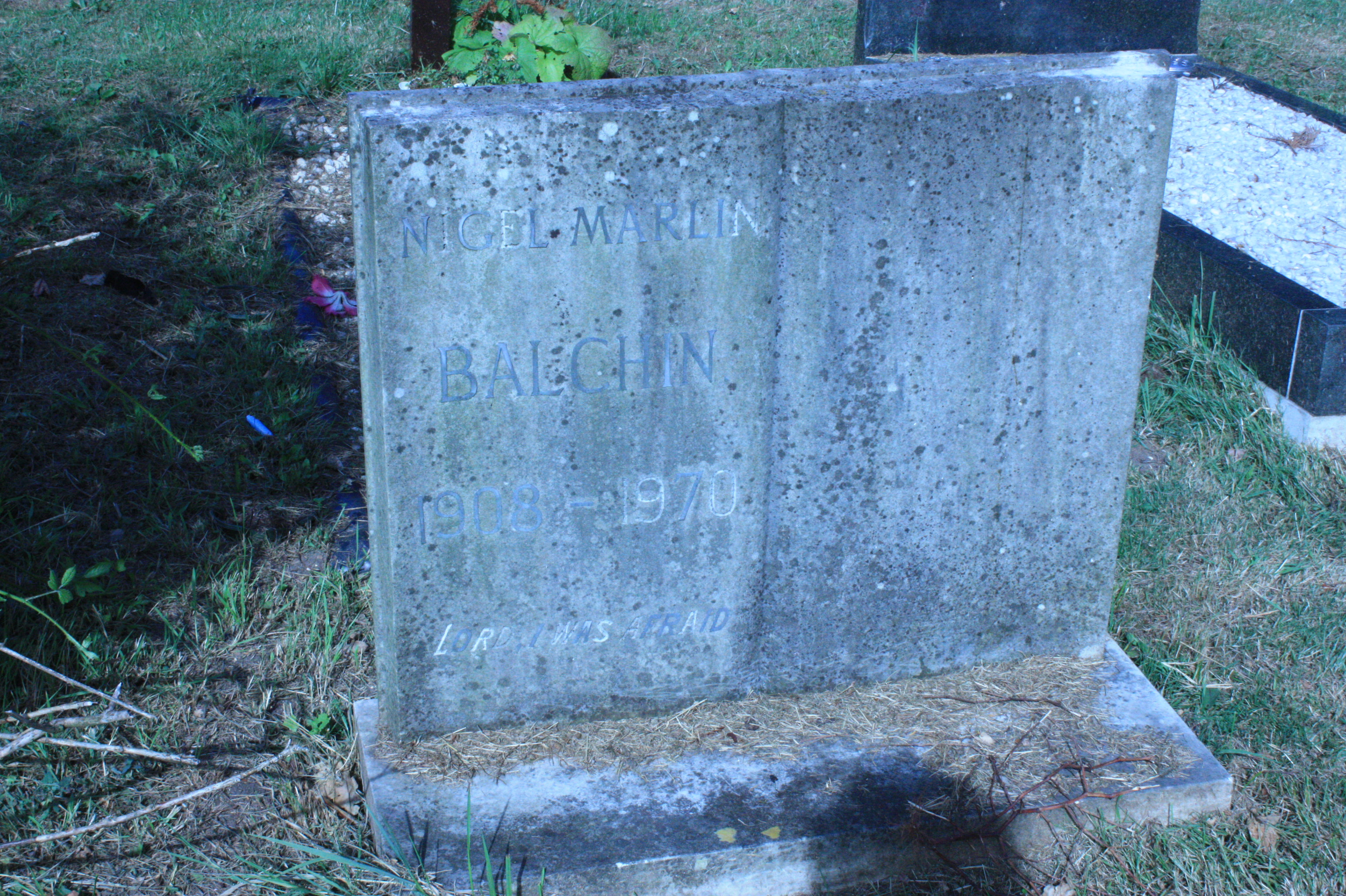
Das Grab des Schriftstellers Nigel Balchin auf dem Hampstead Cemetery in London

Balchin starb am 17. Mai 1970 im Alter von 61 Jahren in einem Pflegeheim im Londoner Stadtteil Hampstead und wurde auf dem Friedhof von Hampstead beerdigt.

## Auszeichnungen
- 1957: BAFTA Award in der Kategorie Bestes britisches Drehbuch für Der Mann, den es nie gab

## Bibliografie
Romane
- No Sky (1934)
- Simple Life (1935)
- Lightbody on Liberty (1936)
- Darkness Falls from the Air (1942)
- The Small Back Room (1943)
  - Deutsch: Abteilung II c. Übersetzt von Herberth E. Herlitschka. Steinberg-Verlag, Zürich 1947. Lizenzausgabe Hamburg 1951: Wolfgang Krüger Verlag Hamburg.
- Mine Own Executioner (1945)
- Lord, I Was Afraid (1947)
- The Borgia Testament (1948)
- A Sort of Traitors (1949)
- A Way Through the Wood (1951)
- Sundry Creditors (1953)
- The Fall of the Sparrow (1955)
- Seen Dimly Before Dawn (1962)
- In the Absence of Mrs. Petersen (1966)
  - Deutsch: Es fing so harmlos an oder Die andere Mrs Petersen. Übersetzt von Susanne Graf und Felicitas Heinsen. Krüger, Stuttgart und Hamburg 1969, DNB 455602484.
- Kings of Infinite Space (1967)
  - Deutsch: Könige des Weltraums. Übersetzt von Fritz Güttinger. A. Müller, Rüschlikon-Zürich, Stuttgart und Wien 1969, DNB 455602492.
- A way through the wood
  - Deutsch: Elf Jahre und ein Tag. Übersetzt von Hilde Spiel. Krüger, Hamburg 1952, DNB 450213919.
- Seen dimly before dawn
  - Deutsch: Sie hiess Leonie. Übersetzt von Susanne Graf und Felicitas Heinsen. Krüger, Hamburg 1967, DNB 455602506.
- Sundry Creditors
  - Deutsch: Eine grosse Familie? Übertragung von Eva-Maria Dahm. Krüger, Hamburg 1955, DNB 450213854.
- The small Backroom
  - Deutsch: Das kleine Hinterzimmer. Übersetzt von Herberth E. Herlitschka. Steinberg-Verlag, Zürich und [Nürnberg] 1947, DNB 572116241. Auch als: Abteilung IIc. Übersetzt von Herberth E. Herlitschka. Krüger, Hamburg 1951, DNB 450213846.
- Das Borgia-Testament : [Roman]. Übersetzt von Herberth E. Herlitschka. Steinberg-Verlag, Zürich und [Nürnberg] 1951, DNB 57211625X.
- Mine own Executioner (1945)
  - Deutsch: Mein eigener Henker. Übersetzt von Herberth E. Herlitschka. Steinberg-Verlag, Zürich 1948, DNB 992987881. Auch als: Dir kannst du nicht entfliehen : Roman aus der Praxis eines Seelenarztes. Übersetzt von Herberth E. Herlitschka. Krüger, Hamburg 1950, DNB 450213870.
- Among Friends
  - Deutsch: Gute Freunde. Übersetzt von Ernst Sander. Bertelsmann (Das kleine Buch #47), Gütersloh 1952, DNB 450213889.

Sammlungen
- Last Recollections of My Uncle Charles (1954)

Kurzgeschichten
- God and the Machine (1954, in: Nigel Balchin: Last Recollections of My Uncle Charles)
- Mrs. Sludge (1954, in: Nigel Balchin: Last Recollections of My Uncle Charles)
- Cabinet Decision (1959, in: Isabel S. Gordon und Sophie Sorkin (Hrsg.): The Armchair Science Reader)
- The Master (1961, in: Michael Sissons (Hrsg.): In the Dead of Night)

Theaterstück
- Lennie’s Point of View
  - Deutsch: Die Nacht des Optimisten : Ein Stück. Deutsche Bearbeitung von Wilhelm Berner. Vertriebsstelle und Verlag Deutsche Bühnenschriftsteller und Bühnenkomponisten, Hamburg 1963, DNB 790467801.

## Filmografie (Auswahl)

### Kino
Drehbuch
- 1947: Fame Is the Spur
- 1947: Tödliches Geheimnis (Mine Own Executioner)
- 1952: Mandy
- 1955: Josephine und die Männer (Josephine and Men)
- 1953: Malta Story
- 1956: Der Mann, den es nie gab (The Man Who Never Was)
- 1956: 23 Schritte zum Abgrund (23 Paces to Baker Street)
- 1959: Der blaue Engel (The Blue Angel)
- 1960: A Circle of Deception
- 1960: Suspect
- 1961: Sommer der Verfluchten (The Singer Not the Song)

Vorlage
- 1949: Experten aus dem Hinterzimmer (The Small Back Room)
- 1963: Elf Jahre und ein Tag
- 2005: Geliebte Lügen (Separate Lies)

### Fernsehen
- 1954–1959: BBC Sunday-Night Theatre (Fernsehserie, 3 Episoden)
- 1959: Mine Own Executioner (Fernsehfilm)
- 1960: Mijn eigen beul (Fernsehfilm)
- 1962: The Hatchet Man (Fernsehfilm)
- 1965: ITV Play of the Week (Fernsehserie, 1 Episode)
- 1967: Uncle Charles (Fernsehserie, 1 Episode)
- 1969: ITV Saturday Night Theatre (Fernsehserie, 1 Episode)
- 1970: Teatro de misterio (Fernsehserie, 1 Episode)